# Pamela J. Bjorkman

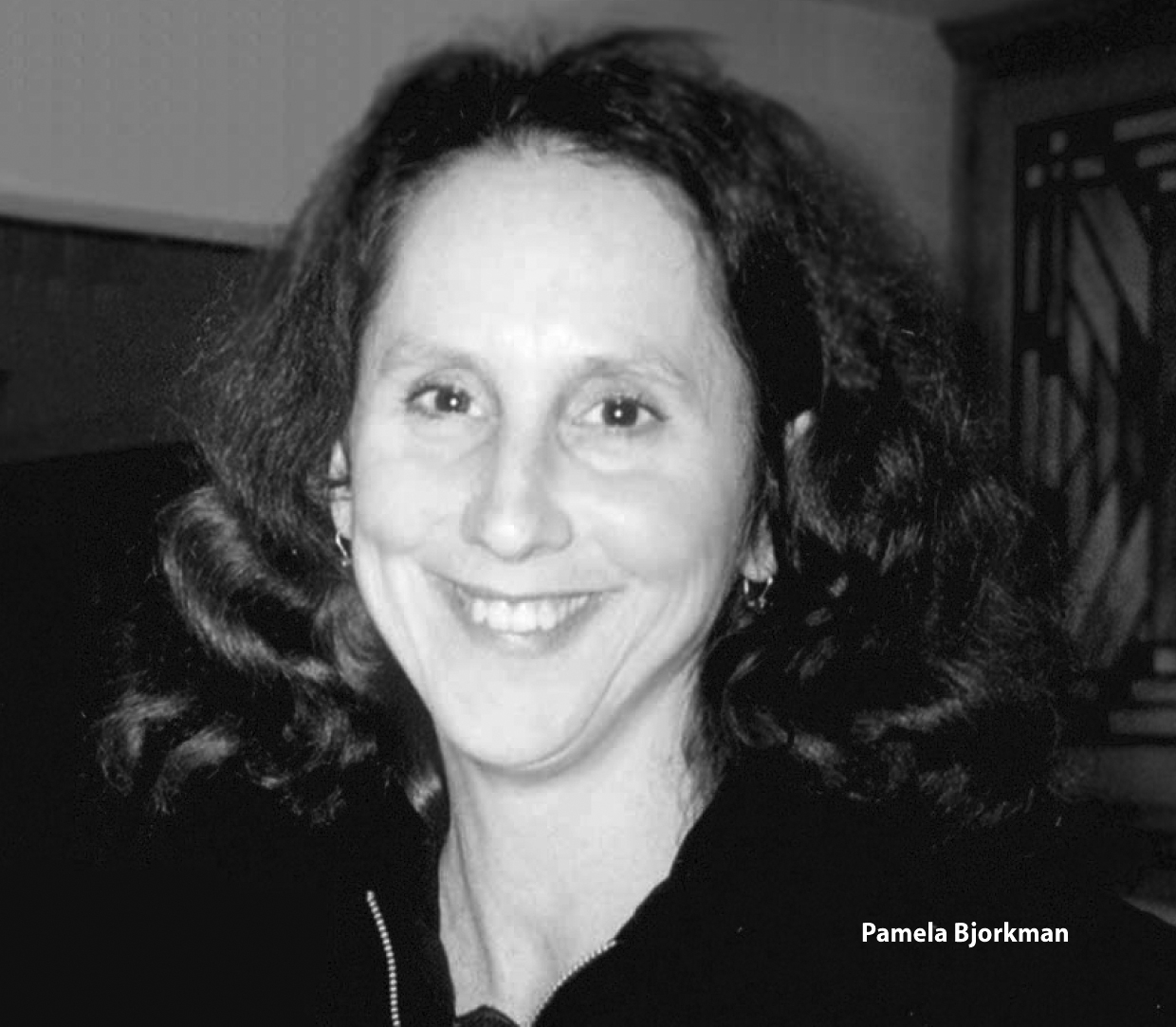
Pamela J. Bjorkman

Pamela Jane Bjorkman (auch Pamela Jane Björkman, * 1956 in Portland, Oregon) ist eine US-amerikanische Biochemikerin und Molekularbiologin und Professorin am California Institute of Technology (Caltech) und Howard Hughes Medical Institute in Pasadena, Kalifornien.

## Leben
Bjorkman erwarb einen Bachelor in Chemie an der University of Oregon in Eugene, Oregon, und einen Ph.D. in Biochemie an der Harvard University in Cambridge, Massachusetts. Als Postdoktorandin arbeitete sie bei Don Craig Wiley in Harvard und bei Mark M. Davis an der Stanford University in Stanford, Kalifornien. 1989 erhielt Bjorkman ein eigenes Labor am California Institute of Technology (Caltech) in Pasadena, Kalifornien. Von 1999 bis 2015 forschte sie auch für das Howard Hughes Medical Institute.

## Wirken
Bjorkman ist eine Pionierin der kristallographischen Untersuchung des Haupthistokompatibilitätskomplex (MHC). Sie war die erste, die die Kristallstruktur eines Proteins des MHC identifizieren konnte (1987). Bjorkman gilt als führend in der Erforschung der Struktur, Funktion und Interaktion verschiedener Proteine im Prozess der Immunantwort.
Seit 2020 zählt sie der Medienkonzern Clarivate zu den Favoriten auf einen Nobelpreis (Clarivate Citation Laureates).

## Auszeichnungen (Auswahl)
- 1993 William B. Coley Award[1]
- 1994 Gairdner Foundation International Award[2]
- 1996 Paul-Ehrlich-und-Ludwig-Darmstaedter-Preis[3]
- 1997 Mitgliedschaft in der American Academy of Arts and Sciences[4]
- 2001 Mitgliedschaft in der National Academy of Sciences
- 2002 Max-Planck-Forschungspreis[5]
- 2002 Mitgliedschaft in der American Philosophical Society[6]
- 2006 L'Oréal-UNESCO Awards for Women in Science[7]
- 2007 Fellow der American Association for the Advancement of Science
- 2021 Pearl Meister Greengard Prize
- 2025 Wolf-Preis in Medizin